# Al-Rashid Stadium
Das al-Rashid Stadium (arabisch استاد راشد) ist ein Fußball- und Rugby-Stadion in Dubai, im gleichnamigen Emirat. Das Stadion ist eines von mehreren Heimstadien von al-Ahli Dubai, der in der höchsten Liga des Landes, der UAE Arabian Gulf League, spielt. Die Anlage wurde 1948 erbaut und bietet 13.000 Zuschauern Platz.

## Geschichte
Das al-Rashid Stadium wurde 1948 und damit über 20 Jahre vor der Gründung der Vereinigten Arabischen Emirate zu Zeiten der Trucial States erbaut und eröffnet und ist damit das älteste Sportstadion in Dubai. Das zehn Minuten vom Flughafen Dubai entfernt liegende Stadion ist eines von mehreren Heimatstadien von al-Ahli Dubai, dem ältesten Fußballverein der Stadt.
Das Stadion war mit einer damaligen Kapazität von 18.000 Plätzen eine von sieben Spielstätten bei der Junioren-Weltmeisterschaft 2003 in den Vereinigten Arabischen Emiraten. Es wurden dort sechs Gruppenspiele, zwei Viertel- und ein Halbfinale ausgetragen. Für die U-17-Weltmeisterschaft 2013 kam das Stadion, das nun eine Kapazität von 9.061 Zuschauern hatte, abermals zum Einsatz. Nun fanden dort sechs Gruppenspiele sowie ein Achtel-, ein Viertel- und ein Halbfinale statt.
Im November 2015 fand im Fußballstadion das Finalhinspiel der AFC Champions League zwischen al-Ahli Dubai und dem chinesischen Verein Guangzhou Evergrande statt. Durch ein 0:0-Unentschieden und einem 2:0-Sieg im Rückspiel im Tianhe-Stadion von Guangzhou konnte Evergrande seinen zweiten kontinentalen Titel gewinnen.
Für die erstmals mit 24 Mannschaften ausgetragene Asienmeisterschaft 2019 wurde das Stadion als eines von acht Austragungsorten bestimmt. In der 13.000 Zuschauer fassenden Spielstätte wurden vier Gruppenspiele und ein Achtelfinale ausgetragen.